# Legia Warszawa (futsal)
Legia Warszawa – polski klub futsalowy z Warszawy, od sezonu 2021/2022 występujący w ekstraklasie, najwyższej klasie rozgrywek w Polsce.

## Historia
Sekcja futsalu Legii Warszawa powstała 9 maja 2019 roku. Pierwsze oficjalne spotkanie sekcja rozegrała w dniu 10.11.2019 roku z zespołem Podkowa Tegball Club w ramach 2 ligi futsalu MZPN. W pierwszym swoim sezonie sekcja uzyskała awans do 1. Ligi Futsalu. W kolejnym sezonie, mimo roli beniaminka, klub zakończył sezon na pierwszym miejscu i osiągnął awans do Futsal Ekstraklasy. Od sezonu 2021/2022 Legia występuje w najwyższej klasie rozgrywkowej.